# Chancellor Hut

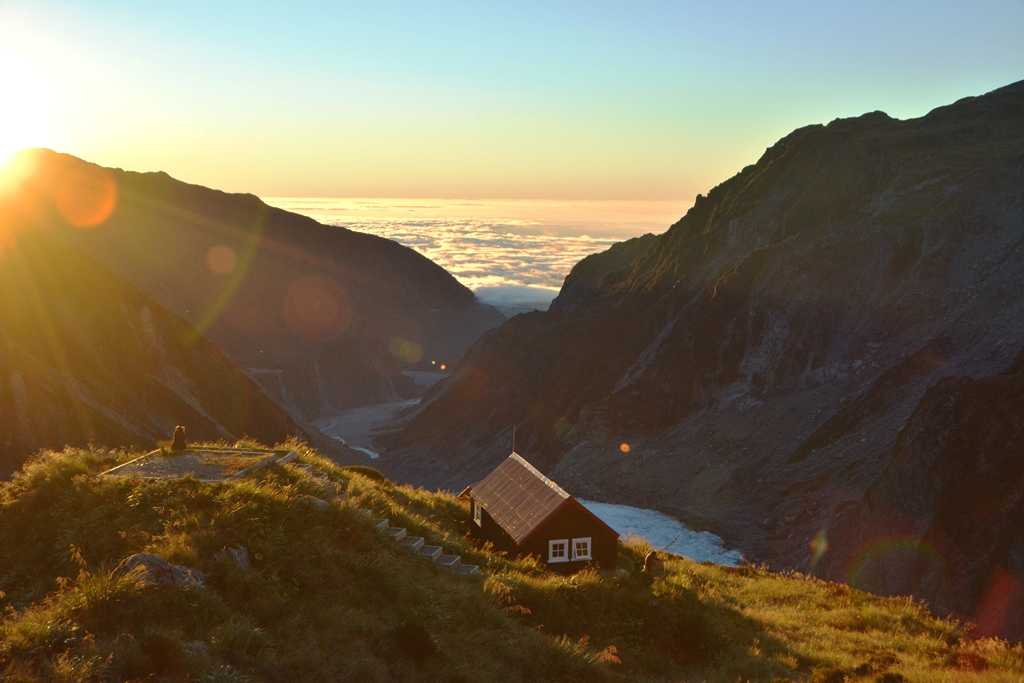
Vista aérea de Chancellor Hut.

Chancellor Hut es una cabaña alpina en los Alpes del Sur de Nueva Zelanda. Está ubicada en Chancellor Ridge, cerca del borde de un acantilado, 200 metros (218,7 yd) sobre el Glaciar Fox, a una altitud de 1260 metros (1378,0 yd) sobre el nivel del mar en el parque nacional Westland Tai Poutini. La cabaña fue construida entre 1930 y 1931 y está catalogada por Heritage New Zealand como lugar histórico de categoría 2. Es la cabaña más antigua de los Alpes del Sur que aún se encuentra en su sitio original. Es de planta rectangular, 7,4 por 3,4 metros (8,1 por 3,7 yd), tiene paredes con estructura de madera revestidas con chapa ondulada y un techo de chapa ondulada a dos aguas. En el interior, la cabaña tiene pisos de madera machihembrados, con dos bancos para cocinar en la sala principal con una puerta que conduce a la sala de literas con 12 literas.
En las proximidades de la cabaña se pueden ver kea y rebecos no autóctonos. Desde la cabaña también se ven los picos más altos de los Alpes del Sur.

## Historia
Los guías de montaña Alec y Peter Graham presionaron al Ministerio de Turismo y Balnearios con respecto a la necesidad de la cabaña, y en las estimaciones de Obras Públicas presentadas en el Parlamento en octubre de 1929, se asignaron 400 libras esterlinas al proyecto. Se elaboraron planos y se convocó a licitación para el suministro de materiales para construir la cabaña para el mes siguiente. En las estimaciones de Obras Públicas presentadas al Parlamento en octubre de 1930, se votaron 350 libras esterlinas para la construcción de Chancellor Hut, mientras que el año anterior sólo se habían gastado 170 libras esterlinas. La cabaña fue construida entre 1930 y 1931 por los hermanos Graham, con la ayuda de otros montañeros que llevaron materiales de construcción al glaciar Fox pieza por pieza a finales de 1930. La construcción se completó en enero de 1931. Originalmente estaba pintado de naranja, las ventanas del norte y del sur eran originalmente de guillotina, pero luego fueron reemplazadas por marcos de tolva. Originalmente tenía habitaciones separadas para hombres y mujeres, pero se combinaron después de que cambiaron las actitudes sociales de mezclar géneros. La cabaña originalmente tenía una chimenea y una chimenea en la pared este, pero fueron retiradas en 1972. Ese mismo año, se reconstruyó el frente de la cabaña, se reemplazaron las puertas y ventanas exteriores, junto con parte de la madera. En 1976, se añadió una nueva ventana al muro este, donde antiguamente se encontraba la chimenea. En 2000, se instalaron desagües, se reemplazaron algunos elementos estructurales de madera y se agregaron refuerzos estructurales adicionales.